# Círculo de Pedra de Withypool
O Círculo de Pedra de Withypool é um círculo de pedra situado no pântano de Exmoor, próximo da vila de Withypool, no sudoeste do condado inglês de Somerset. O anel faz parte de uma tradição de construção de círculos de pedra, que se espalhou por grande parte da Grã-Bretanha, Irlanda e Bretanha, durante o final do período  Neolítico e o começo da Idade do Bronze, durante um período entre 3 300 e 900 a.C. O propósito dos monumentos é desconhecido, embora os arqueólogos especulem que as pedras representaram entidades sobrenaturais para os construtores do círculo.
Muitos monumentos foram construídos em Exmoor durante a Idade do Bronze, mas restaram apenas dois círculos de pedra, sendo o outro, o Círculo de Pedra de Porlock. O anel de Withypool está localizado na encosta sudoeste de Withypool Hill, em uma região de charneca. Tem cerca de 36,4 metros de diâmetro. Restam entorno  de trinta pequenas pedras de areia, embora se especule que possam ter existido originalmente cerca de 100. Existem lacunas visíveis nos lados norte e oeste do monumento. O local foi redescoberto em 1898 e pesquisado pelo arqueólogo Harold St George Gray em 1905.

## Localização
O Círculo de Pedra de Withypool está situado na encosta sudoeste de Withypool Hill; algumas fontes se referem a ele como Withypool Hill Stone Circle. O local está a 381 metros acima do nível do mar.
Está a 670 metros (733 jardas) a leste da Ponte Portford e 4,4 quilômetros a sul-sudoeste de Exford. O local desce de leste a oeste. A camada superficial do solo é turfosa com urze. Uma variedade de diferentes carrinhos de mão redondos da Idade do Bronze, um tipo de túmulo, são visíveis em diferentes pontos da paisagem circundante. Há um túmulo solitário de 262 metros a nordeste do círculo, no cume da Colina de Withypool, embora esteja tão erodido que não pode mais ser visto do próprio Círculo de Pedra de Withypool.
Os três Brightworthy Barrows podem ser vistos do círculo na direção noroeste. Outros carrinhos da Idade do Bronze visíveis do círculo são: o Green Barrow, o Old Barrow, os Twitchen Barrows, os três Wam Barrows de Winsford Hill e o túmulo no topo de Sherdon.
Também visível do círculo é uma dispersão de mais de trinta pedras no Westwater Allotment; estes têm até 0,5 m de comprimento e, em 1988, dois foram relatados como estando de pé. Em outro lugar em Withypool Common há uma coleção de seis pedras dispostas em um círculo irregular, que pode ter representado outro círculo de pedra ou talvez os meios-fios de um marco redondo destruído desde então.